# 1952年香港
|        | 香港歷史 \| 香港歷史年表                                                                                                   |
| 世紀： | 19世紀香港 \| 20世紀香港 \| 21世紀香港                                                                                     |
| 年代： | 1920年代香港 \| 1930年代香港 \| 1940年代香港 \| 1950年代香港 \| 1960年代香港 \| 1970年代香港 \| 1980年代香港               |
| 年份： | 1948年香港 \| 1949年香港 \| 1950年香港 \| 1951年香港 \| 1952年香港 \| 1953年香港 \| 1954年香港 \| 1955年香港 \| 1956年香港 |
| 紀年： | 壬辰年（龙年）、香港開埠111周年、香港重光7周年                                                                             |

## 政府

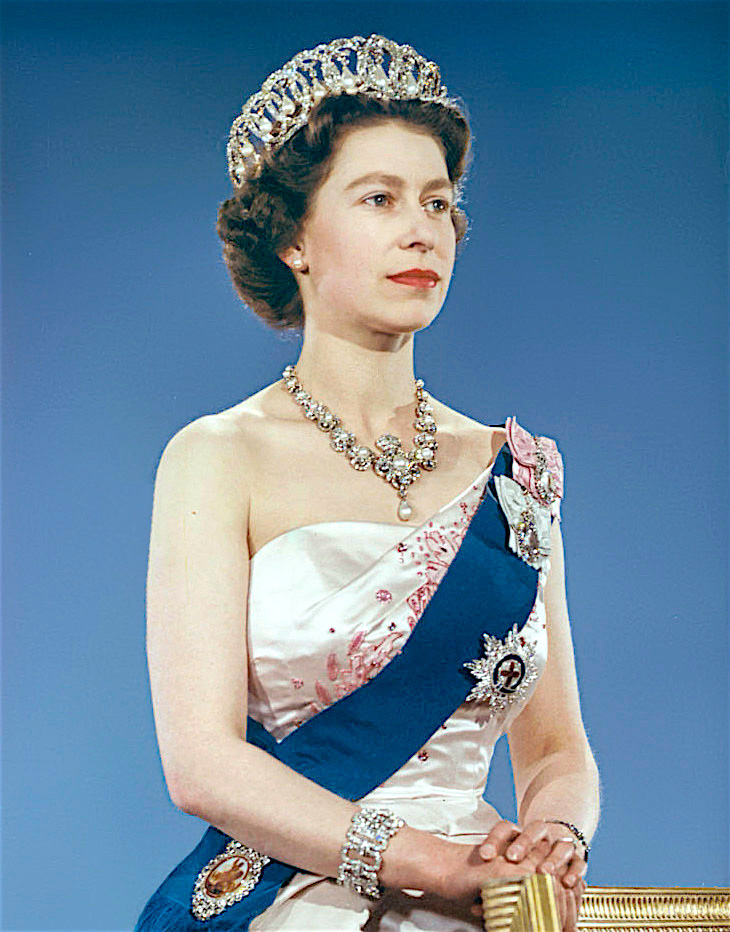
英国君主：伊丽莎白二世

### 成員變動

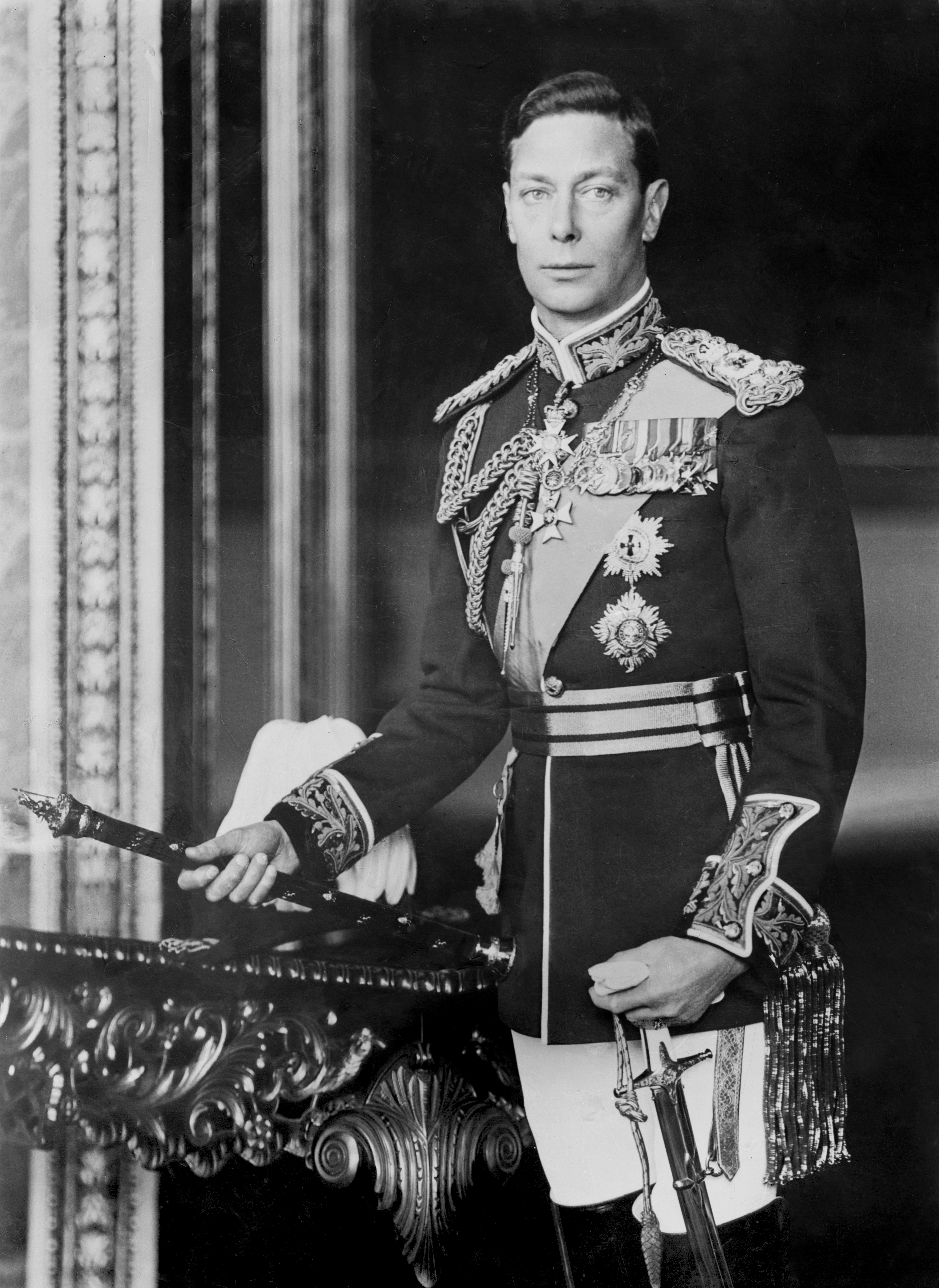
英國君主：乔治六世（逝世）
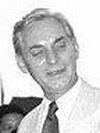
輔政司：列誥（任期屆滿）

## 大事記
- 1月3日，新任澳督史伯泰到港訪問。
- 1月16日，參加過中共特務工作的作家陳寒波，在黃大仙竹園聯合村的覺蔭園木屋慘死。
- 1月23日，港島與長洲間的海底電話線路舖設完成。
- 2月5日，港督葛量洪獲延任2年。
- 2月6日，英皇喬治六世因肺癌病逝，終年56歲。2月7日，全港下半旗致哀，股市停市一天。
- 2月9日，港府在皇后像廣場舉行英女皇伊利沙伯二世登基公告之宣讀典禮。
- 2月11日，布爾吉被委任為香港防衛司。
- 2月15日，已故英皇喬治六世在英國舉行國葬，香港市民於正午時份全體默哀2分鐘。
- 2月17日，長洲電話服務正式啟用。
- 2月24日，總督檢閱香港防衛軍。
- 3月1日，下午4時許，千餘人群眾於彌敦道近佐敦道及旺角發生騷動。[1]
- 3月16日，皇后大道中10號和成銀行發生劫案。[2]
- 4月6日，青山道4車相撞，2死3傷。
- 4月22日：
  - 大批左派人士被遞解出境。
  - 上水石李村男子用刀殺害前妻。
- 4月30日，九龍仔木屋區大火，2死10餘傷，災民近8,000名。[3]
- 5月19日，香港紅十字會與醫務局合作成立「血庫」，即日起接受自願捐血。5月24日，港督葛量洪在瑪麗醫院捐血。
- 5月22日，荃灣南新染布廠學徒夢中被斬斃。[4]
- 5月28日，馬鞍山礦場塌屋40間，3人喪生。
- 5月30日：
  - 香港舉行二戰後首次市民參與的選舉，在市政局非官守議員選舉中，貝納祺以1,168票及雷瑞德以1,068票當選議員，本次選舉合資格投票者9,074人，3,368人到場投票，投票率約37%，顯示港人對民主制度有需求。
  - 第四屆香港小姐競選舉行決賽，但茱迪奪得1952年度香港小姐冠軍，她在同年6月代表香港到美國加州長灘參加第一屆環球小姐競選獲得第四名。[5]
- 6月11日－6月12日，熱帶風暴夏綠蒂襲港，天文台懸掛八號風球[6]。
- 6月25日，李鄭屋村塌屋，3死5傷。[7]
- 7月19日，駱克道121號老翁與媳婦口角後將其狂斬12刀致死。
- 8月20日，九龍仔東平里5號2樓，洪全以牛肉刀刺向李澄海及其妻子，妻子為救丈夫被刺十七刀，李澄海亦身中三刀，洪全擲刀逃去又服毒圖死。
- 8月26日，皇后大道西519號紅梅酒店二樓209號房，金姓婦人赤裸被刺死榻上。
- 8月28日，一輛警車趕往調查交通意外時在彌敦道興荔枝角道交界失事一死一傷。[8]
- 9月22日，荃灣西樓角山洪暴發，2死12失蹤。
- 9月27日，九龍城嘉林邊道發生大火，焚毀華達製片廠及30間木屋。[9]
- 10月1日，電話費加價，商用電話增50%，家用電話增12.5%。
- 10月12日，
  - 皇后大道中5號東方滙理銀行發生劫案，1名看更被勒死。[10]
  - 港府宣佈，今後每年4月21日定為慶祝女皇伊利沙伯二世壽辰公眾假期。
- 10月24日，日本駐港總領事館開館。
- 10月26日，白英奇出任天主教香港教區第二任主教。
- 10月22日，薄扶林道軍車翻側，2死27傷。
- 11月28日，石硤尾村木屋區大火，15人受傷，3,735人無家可歸。[11]
- 12月19日，西貢坑口村一間磚屋發生大火，母子2人被燒死。[12]
- 12月22日，香港第3艘滅火輪葛量洪號下水啟用。

## 出生人物
- 1月29日—梁錦松，香港銀行業人士，香港特別行政區第2任財政司司長。
- 2月22日—馬時亨，香港政壇人物、政府官員。
- 4月—歐陽伯權，香港保險界人士，現任港鐵公司主席。
- 7月13日—伍衛國，香港知名甘草演員
- 7月31日—胡大為，前香港電視節目主持人及電台節目主持，現已移居加拿大多倫多。
- 9月6日—唐英年，香港著名紡織商人唐翔千長子，香港特別行政區第3任財政司司長第4任政務司司長。
- 10月25日—嚴迅奇，香港建築師。
- 11月17日—張炳良，運輸及房屋局局長。
- 11月29日—吳克儉，香港教育局局長。
- 12月8日—夏韶聲，香港音樂家、歌手。
- 12月14日—曾偉明，香港甘草演員。
- 12月16日—梁家榮，前任香港電台廣播處長，此前曾於無綫新聞及亞視新聞出任記者、主播及高層。
- 12月27日—林正英，香港已故知名演員（1997年離世）。
- 本年—車菊紅，香港已故前保齡球運動員，曾於1986年亞運會為香港奪得歷來首個金牌（2021年離世）。
- 本年—郭軍城，香港已故知名運動員。

## 逝世人物
- 2月11日，前國民黨將領李福林。
- 8月21日，「利工民」創辦人馮壽如（63歲），上環德輔道中248號辦公室所在的四樓高處墮樓自殺。